# Stand by Me (Stereopony-dal)
A Stand by Me a Stereopony japán együttes tizenegyedik kislemeze, amely 2012. május 30-án jelent meg a Sony gondozásában. A lemez címadó dala az Eureka Seven: AO című animesorozat első zárófőcím-dalaként hallható.

## Számlista
Normál kiadás (SRCL-7990, SRCL-7992)
1. Stand by Me
2. Ókami (狼; Hepburn: Ōkami?, ’Farkas’)
3. Stand by Me (Instrumental)
4. Ókami (Instrumental) (狼?)
5. Stand by Me (Anime Ver.) [Eureka Seven: AO limitált kiadás (SRCL-7993)]

Limitált kiadás DVD (SRCL-7991)
1. videóklip